# Violence des échanges en milieu tempéré
Pour plus de détails, voir Fiche technique et Distribution.
Violence des échanges en milieu tempéré est un film français de Jean-Marc Moutout, sorti en 2004.

## Synopsis
Ce film aborde le thème de la soumission de l'entreprise aux lois du marché.
On suit le parcours de Philippe Seigner, jeune consultant diplômé d'une école de commerce, qui travaille dans un cabinet de conseil en management des entreprises. Il lui est confié comme première mission de réaliser un audit de l'entreprise industrielle Janson, et ce afin de préparer son rachat par un grand groupe, rachat préparé à l'insu des employés de l'usine de Janson. Alors qu'il se met à la tâche, il découvre qu'il va devoir rédiger un profil de chaque employé de l'usine, ce qui revient à déterminer lesquels seront finalement licenciés à la suite du rachat.
Il est tiraillé entre d'une part Hugo (son supérieur) qui le pousse, de manière très professionnelle et extrêmement froide, à rationaliser et rentabiliser l'entreprise, et donc à licencier, et d'autre part Eva (sa nouvelle petite amie), que la mission de Philippe Seigner révolte, et qui le fait s'interroger sur les conséquences humaines de ses actes.

## Fiche technique
- Titre original français : Violence des échanges en milieu tempéré
- Réalisation : Jean-Marc Moutout
- Scénario : Olivier Gorce, Ghislaine Jégou, Jean-Marc Moutout
- Musique originale : Silvain Vanot
- Durée : 99 min
- Date de sortie en France : 14 janvier 2004
- Montage : Marie-Helene Mora
- Décors : André Fonsny

## Distribution
- Jérémie Renier : Philippe Seigner
- Laurent Lucas : Hugo Paradis
- Cylia Malki : Eva Lorand
- Olivier Perrier : Roland Manin
- Samir Guesmi : Adji Zerouane
- Martine Chevallier : Suzanne Delmas
- Pierre Cassignard : Thierry Molinaro
- Nozha Khouadra : Samia Zerouane
- Dani : La mère d'Eva
- Bernard Sens : Serge
- Valérie Keruzoré : Marine
- Mikaël Chirinian : Greg
- David Migeot : Stan
- Alain Rimoux : François Dehaye
- Corinne Darmont : Responsable contentieux
- Jacqueline Bollen : Monique
- Loïse Palenzuela : Louise